# Obere Pfarre (Bamberg)

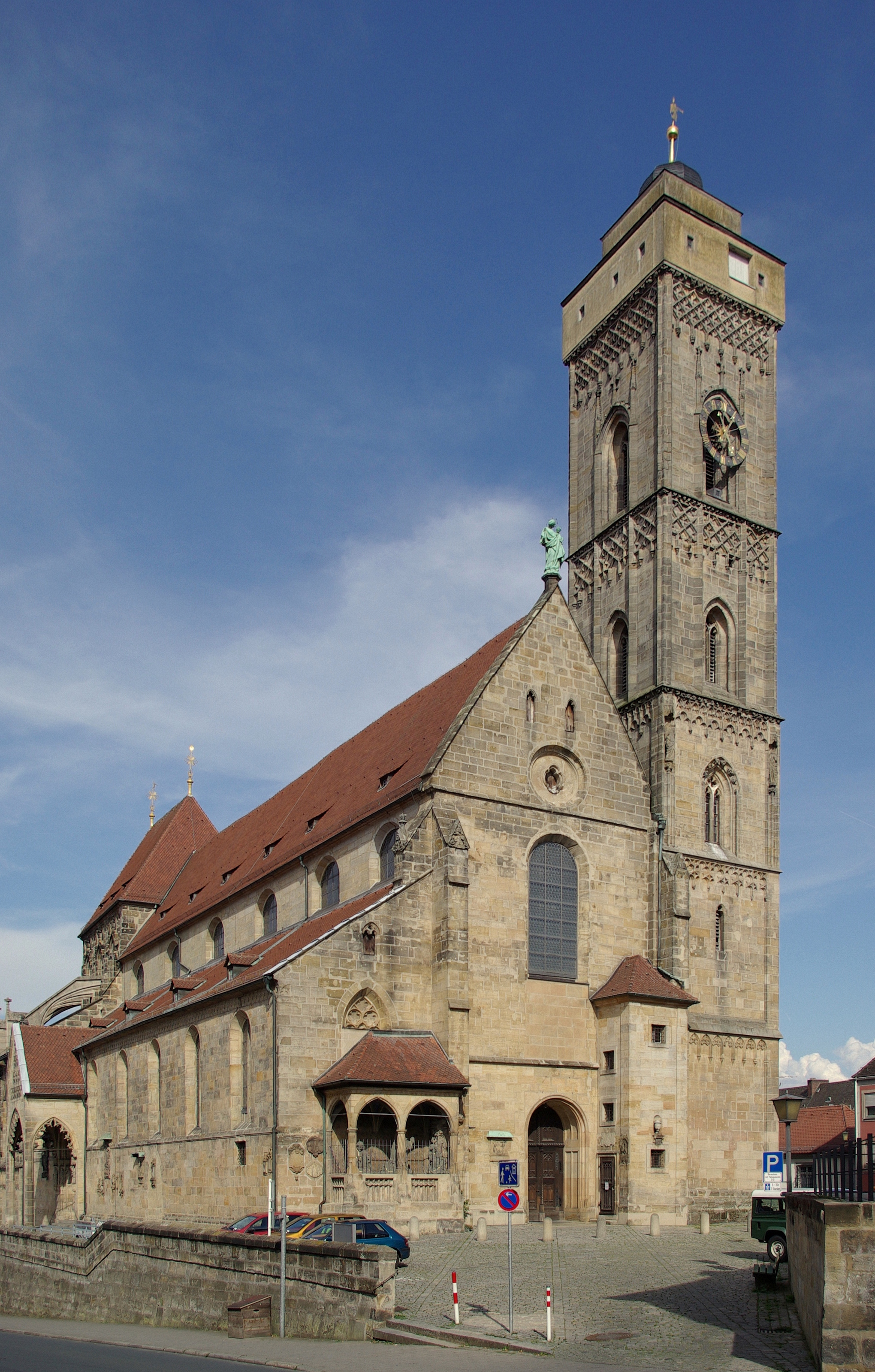
Gesamtansicht der Kirche am Kaulberg

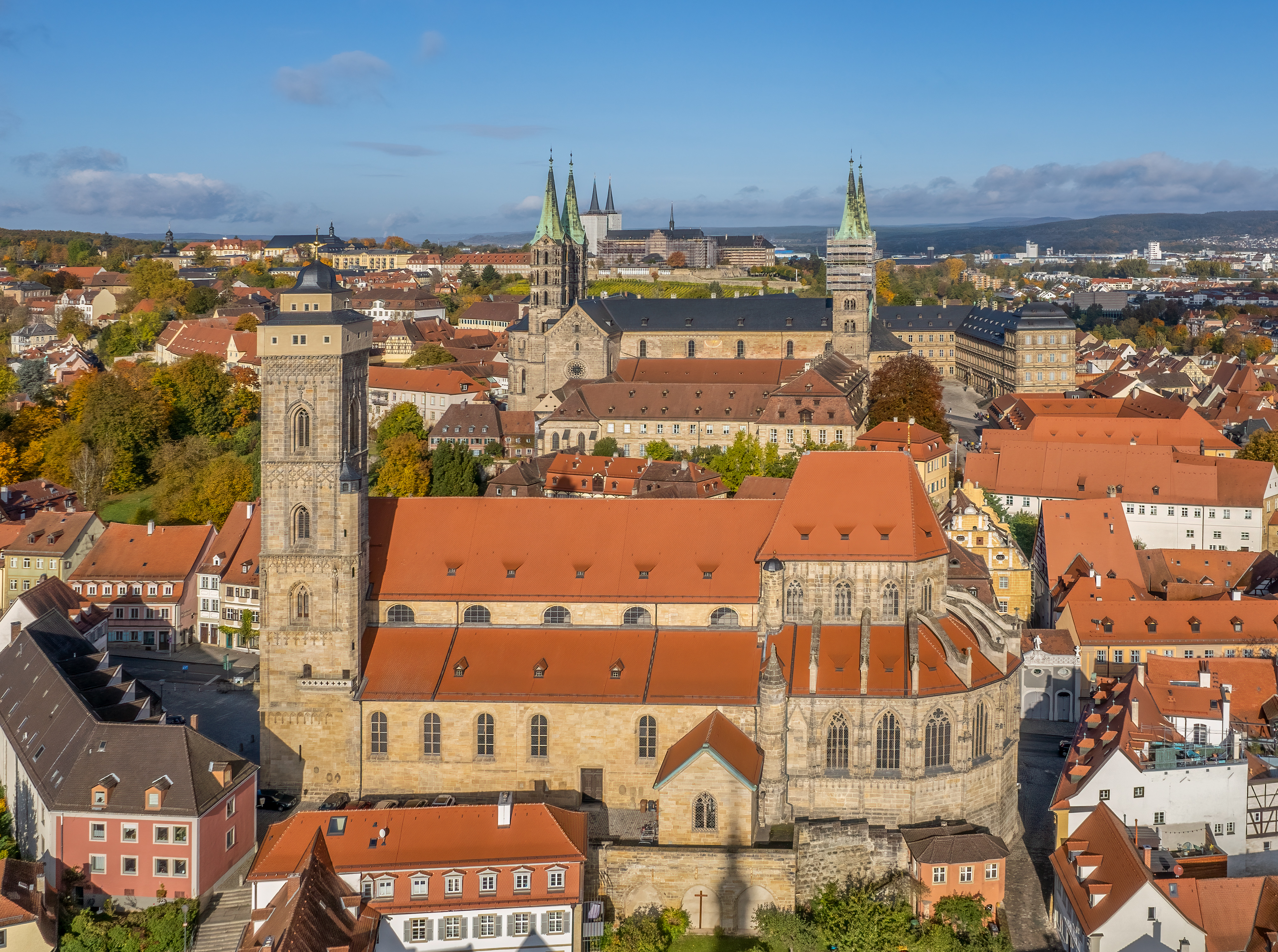
Gesamtansicht, Luftbild der Oberen Pfarre

Die Obere Pfarre oder Kirche Unsere Liebe Frau ist eine gotische römisch-katholische Pfarrkirche in Bamberg. Sie gehört zum Seelsorgebereich Bamberger Westen im Dekanat Bamberg des Erzbistums Bamberg.
Die volkstümliche Bezeichnung Obere Pfarre bekam die Kirche auf Grund ihrer Lage auf dem Kaulberg als Gegenstück zur Unteren Pfarre, der ehemaligen, 1805 abgebrochenen Pfarrkirche Alt-St. Martin auf dem Maximiliansplatz.
Hervorzuheben sind das Gnadenbild Maria mit Kind im Hochaltar und das Altarblatt des ehemaligen großen Marienaltares vom Dom mit dem Gemälde Himmelfahrt Mariens von Jacopo Robusti, genannt Tintoretto.

## Geschichte

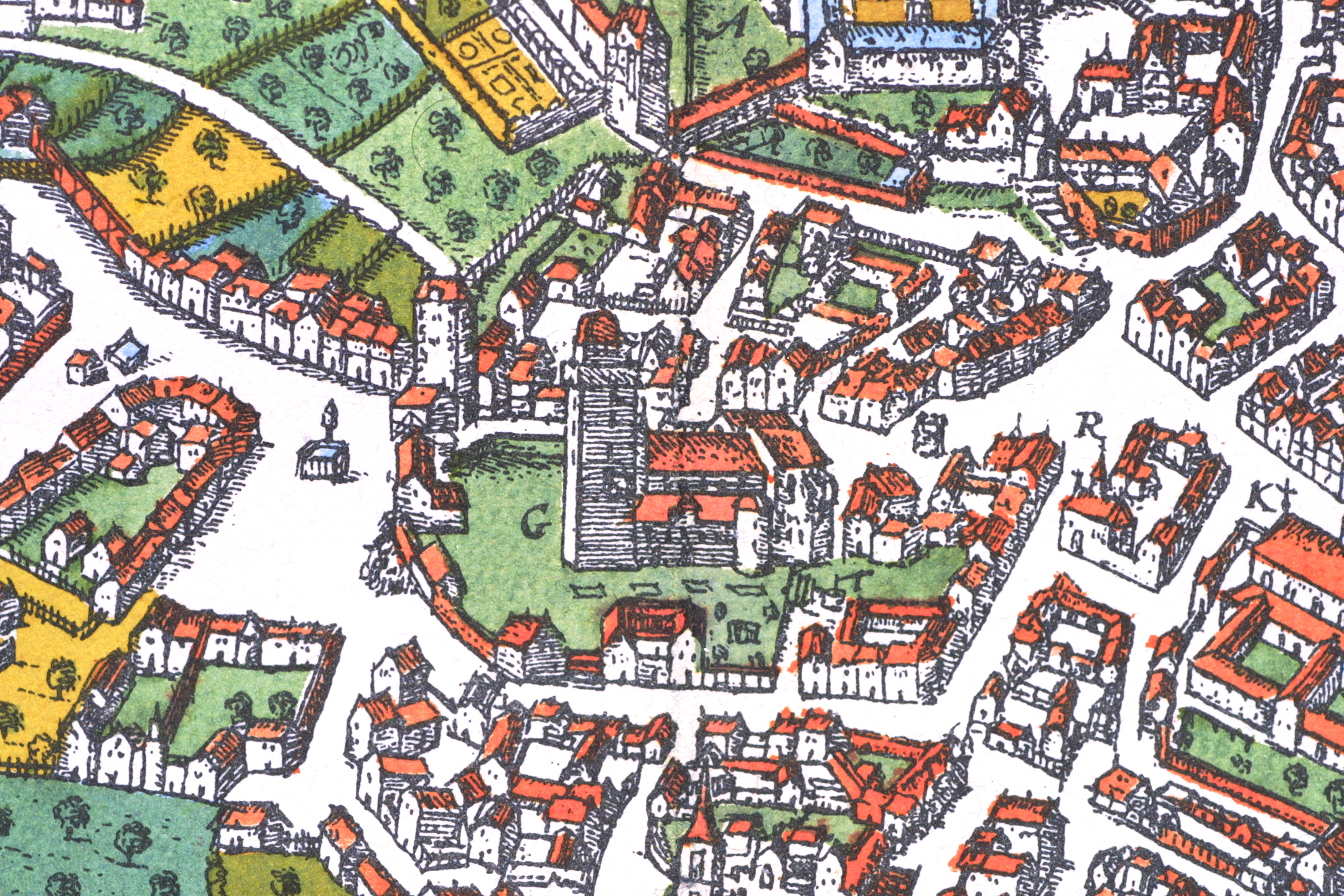
Darstellung in einer Stadtansicht von Georg Braun und Frans Hogenberg

Die Pfarrei könnte auf die Eigenkirche der Grafen von Babenberg (906 erlosch die fränkische oder die Linie der alten Babenberger) zurückzuführen sein. Eine erste urkundliche Erwähnung erfolgte erst um 1140 in einer Urkunde Bischof Egilberts. 1304 gehörte die Obere Pfarre dem Domkapitel, dem sie 1401 nach Streitigkeiten nochmals zugesprochen wurde.
Mit dem Bau der dreischiffigen Kirche wurde im Jahr 1338 begonnen. Jedoch begannen die Planungen offenbar bereits Ende des 13. Jahrhunderts, wie zwei Ablässe zugunsten der Kirche von 1295 und 1300 nahelegen. Eine Bauinschrift am Nordschiff überliefert den 16. Juni als Datum der Fundamentierung. Das Langhaus konnte erst 1387 geweiht werden.
Der steil aufragende Chor wurde im Jahr 1392 in Angriff genommen. Die einzige Quelle hierzu ist die Inschrift am Sakramentshaus, die sich eigentlich nur auf den Chor beziehen kann. Auch zum weiteren Bauverlauf fehlen jegliche Überlieferungen. Die Bäume für die Balken des Dachstuhls wurden um die Jahreswende 1419/20 gefällt. Spätestens um 1450 muss der Neubau vollendet gewesen sein. Möglicherweise verzögerte sich der Bauabschluss durch die Einfälle der Hussiten und den anschließenden Immunitätenstreit (1431 bis 1437).
Der unvollendete Turm wurde 1481 mit Schindeln eingedeckt, ein Türmer wurde erstmals 1478 erwähnt. 1537/38 ersetzte man die alte Türmerstube durch den erhaltenen zweigeschossigen Aufbau. Auf einem Gemälde in St. Sebald in Nürnberg ist der alte Zustand überliefert (Kreuztragung des Hans VI. Tucher, 1485).
Um 1606/07 kam es zu einer umfassenden Instandsetzung der Kirche. 1608 stürzte ein Gerüst ein, erschlug einen Handwerker und verletzte drei weitere schwer.
Die Barockisierung wurde durch das Testament des Domkustos Johann Philipp von Franckenstein ermöglicht. Der Gönner starb am 25. Februar 1711. Bereits am 20. Juni erhielten die Maurermeister Christoph Krummb und Franz Eple den Auftrag für die Umbauten. Die Stuckarbeiten übertrug man Johann Jakob Vogel, die Gewölbe wurden von Wolf Gruber und Michael Schorer eingezogen. Die Arbeiten waren 1721 noch nicht vollendet.
1768 erhielt durch Johann Jakob Michael Küchel das hohe Chordach seinen heute nach Westen abgewalmten Abschluss.

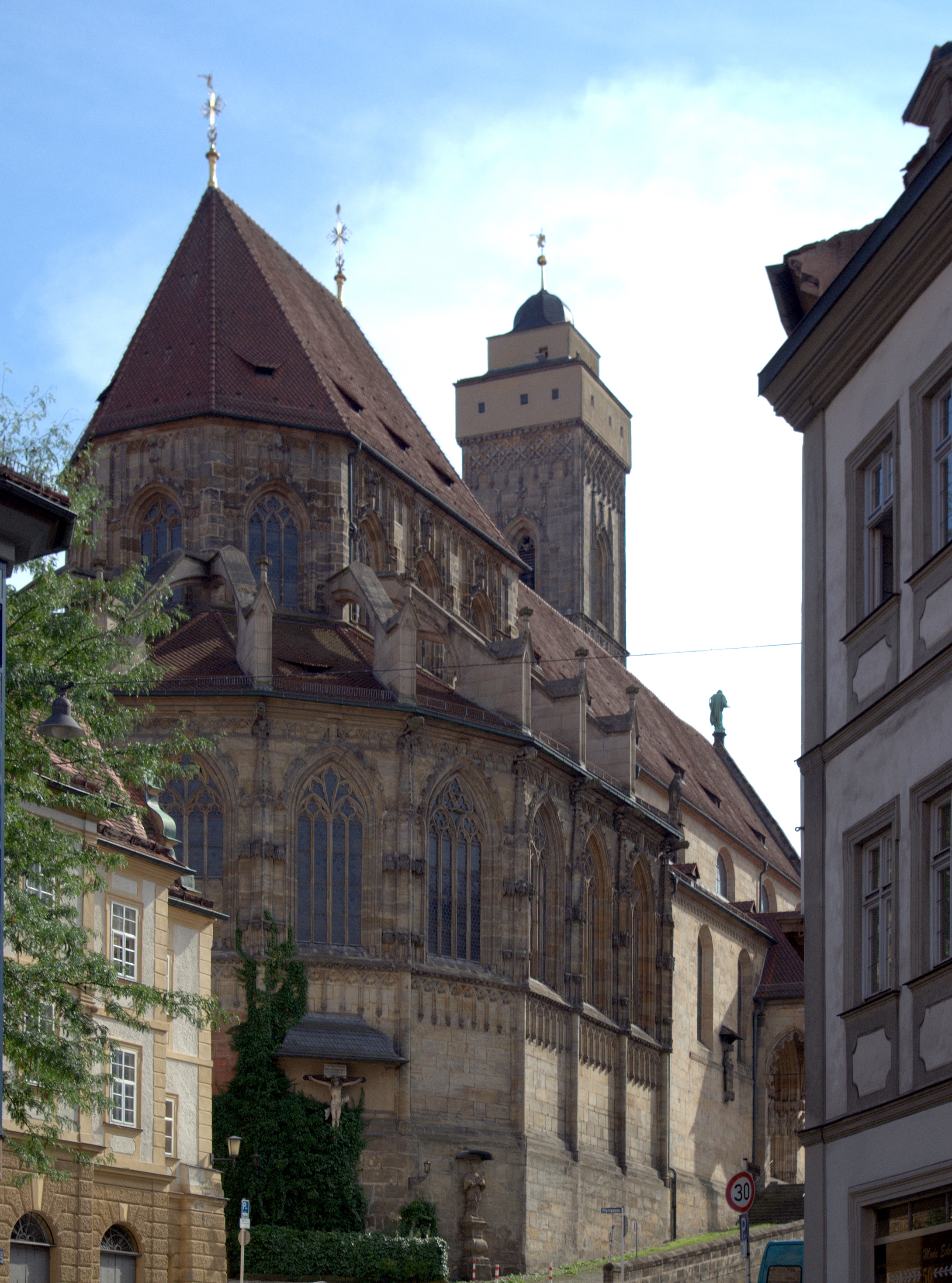
Chorapsis von Nordosten (Standort Pfahlplätzchen)

Nach der Säkularisation des Hochstiftes erhielt das Gotteshaus 1811 einen weißen Anstrich.
Von der alten St.-Anna-Kirche, der Ordenskirche der Franziskaner, erhielt die Obere Pfarre bei deren Abbruch diverse Ausstattungsstücke.
1838 erzwangen Bauschäden den Abbruch der an den Chor angebauten Sakristei, die im Süden neu errichtet wurde. 1846/47 brach man an dieser Stelle zwei neue Fenster in das Mauerwerk, die sich dem Altbestand gut angleichen.
1864 erfolgte eine durchgreifende Innenrenovierung. Ernste Gefahr drohte der mittelalterlichen Gestalt der Kirche im Jahr 1880, als Nikolaus Eichhorn zum Stadtpfarrer berufen wurde. Der eifrige Verfechter doktrinärer Neugotik nahm Kontakt zum Wiener Baumeister Friedrich von Schmidt auf, der Pläne für einen neugotischen Turmhelm entwarf. Es gab sogar Planungen zur Errichtung eines zweiten Turmes. Beide Türme sollten durchbrochene Helme erhalten. Dadurch wäre das überlieferte Stadtbild empfindlich beeinträchtigt worden. Als Eichhorn am 2. Dezember 1907 starb, gab man diese Ausbauprojekte wieder auf.
Erneute Bauschäden bedingten 1928 wiederum Sanierungsmaßnahmen. Ab 1937/38 musste man nochmals umfangreiche Sicherungsarbeiten durchführen.
Im Zweiten Weltkrieg traf eine Fliegerbombe den Turm, die Schäden wurden bis 1953 beseitigt. Ab 1954 wurde der Chor statisch gesichert, die Arbeiten zogen sich – unter Geistlichem Rat Johann Baierlipp – aus Geldmangel bis 1960 hin. Eine durch umfangreiche Steinschäden bedingte groß angelegte Sanierung der Pfarrkirche unter Geistlichem Rat Pankraz Bäuerlein begann 1971. 1973 bis 1979 konnte auch das Innere restauriert werden. Von 2011 bis 2014 wurde die Kirche in drei Bauabschnitten nochmals grundlegend saniert.

## Beschreibung
Die Obere Pfarre ist eine dreischiffige, hochgotische Pfeilerbasilika mit einem später angefügten Umgangschor. Der schlanke Südwestturm ergänzte ehemals als Stadtturm die städtischen Befestigungsanlagen. Bis 1923 wohnte noch ein Türmer im über zwei Stockwerke reichenden obersten Turmaufbau.

### Außenbau
Das basilikale Langhaus mit seinem niedrigen Obergaden lässt Beziehungen zur oberrheinischen Bettelordensarchitektur erkennen. Die Barockisierung des Innenraumes spiegelt sich nur in der rundbogigen Veränderung der Fenster wider. Der hohe Westturm ist von einem filigranen Maßwerkschleier überzogen, dessen Einzelformen manchmal etwas spröde wirken. Seit 1537/38 wird der fünfgeschossige Turm von einer verputzten Türmerstube mit Aufsatz und niedriger Schieferhaube abgeschlossen.
Besonders hervorzuheben sind neben den Grabdenkmalen folgend genannten künstlerische Arbeiten.

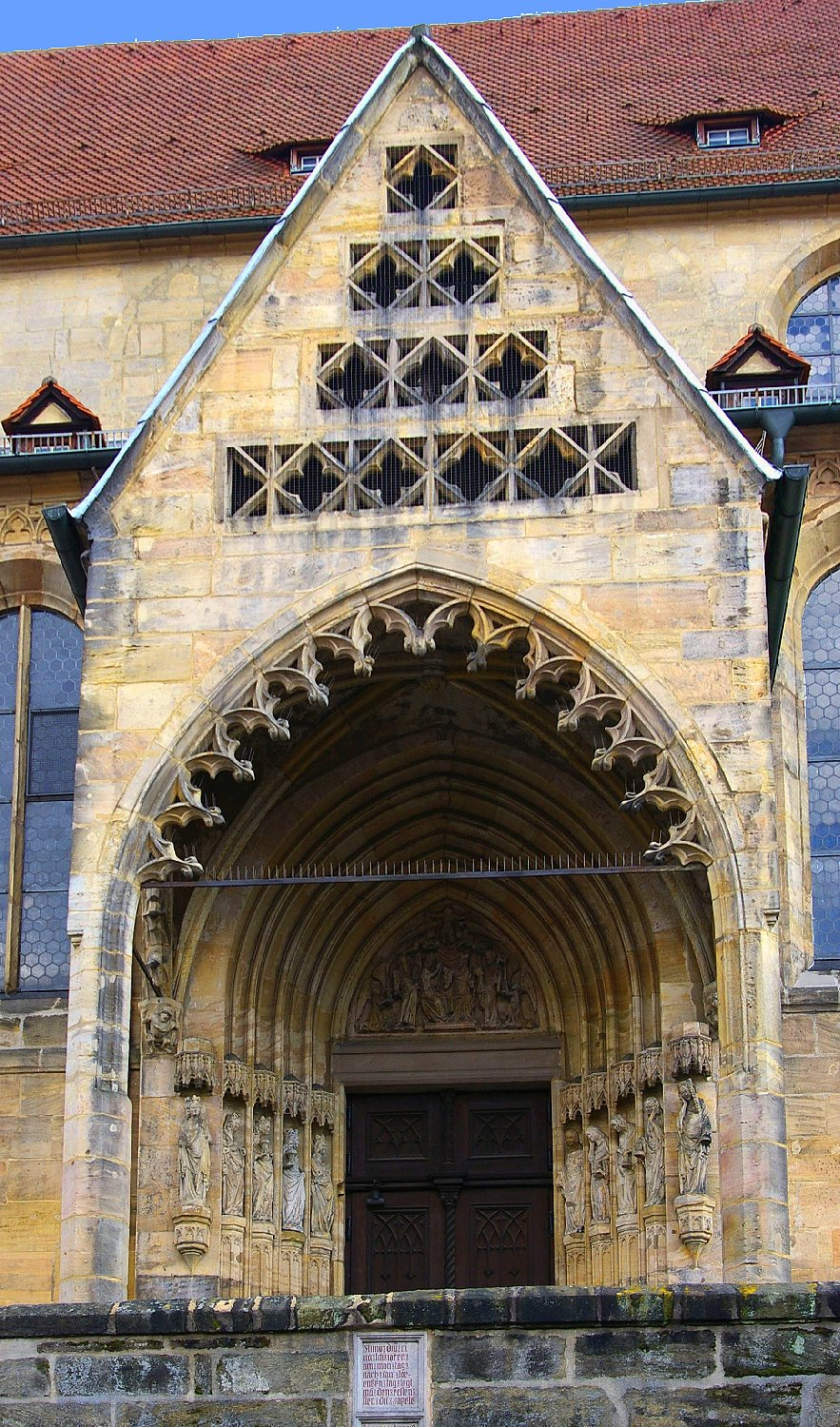
Brautportal

#### Brautportal

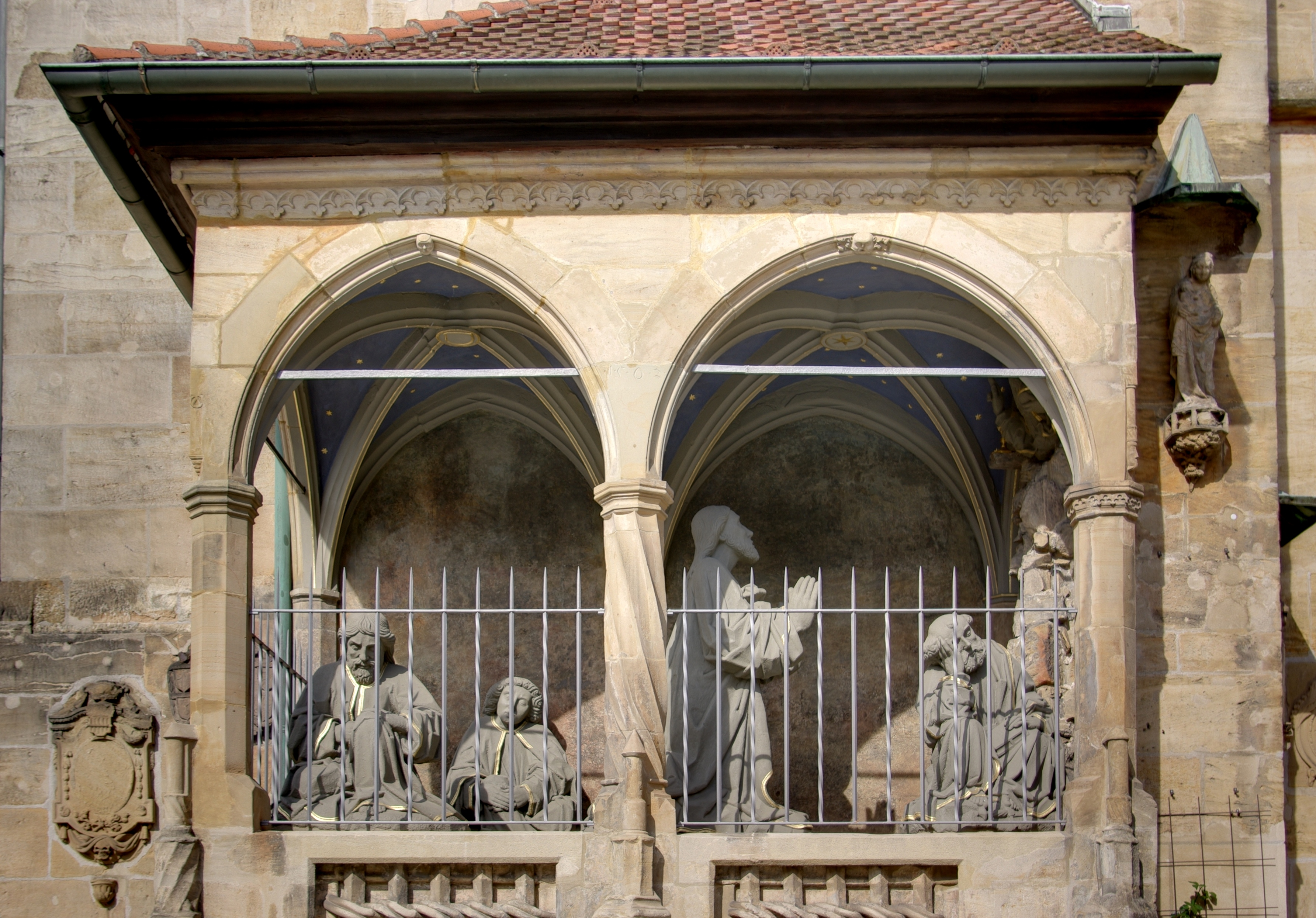
Ölberg

Auf der Nordseite befindet sich das Brautportal mit seiner offenen Vorhalle und dem reichen Skulpturenschmuck der Klugen und der Törichten Jungfrauen. Es wird meist als ehemaliges Hauptportal angesprochen, diente jedoch einem ehemaligen Trauungsritus der katholischen Kirche: Der Priester segnete das Brautpaar und legte den Brautleuten im Freien die Ringe an, um anschließend mit ihnen in die Kirche einzuziehen und die Messe zu feiern. Im Tympanon befindet sich eine feine Krönung Mariens.

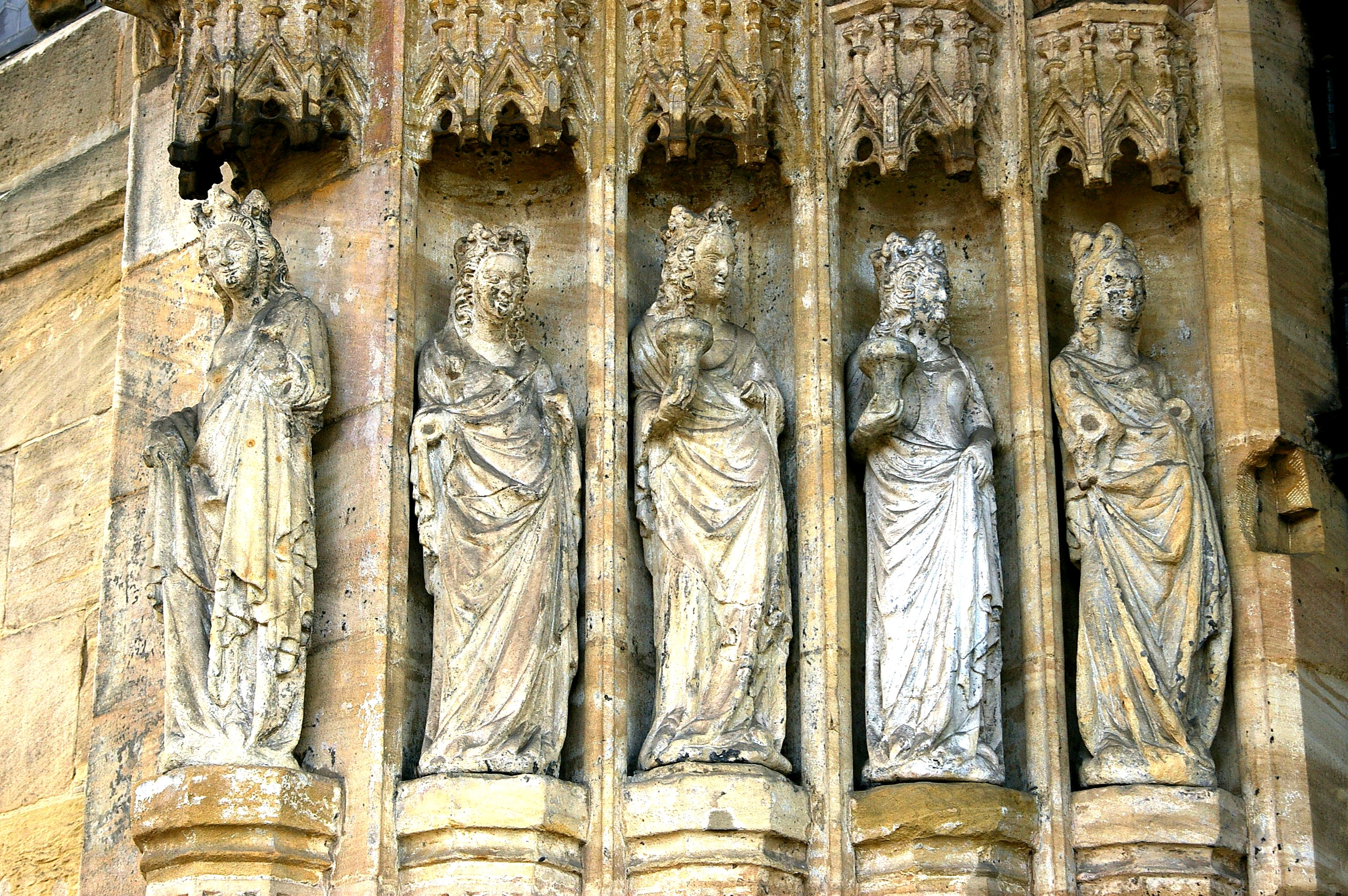
Die klugen Jungfrauen
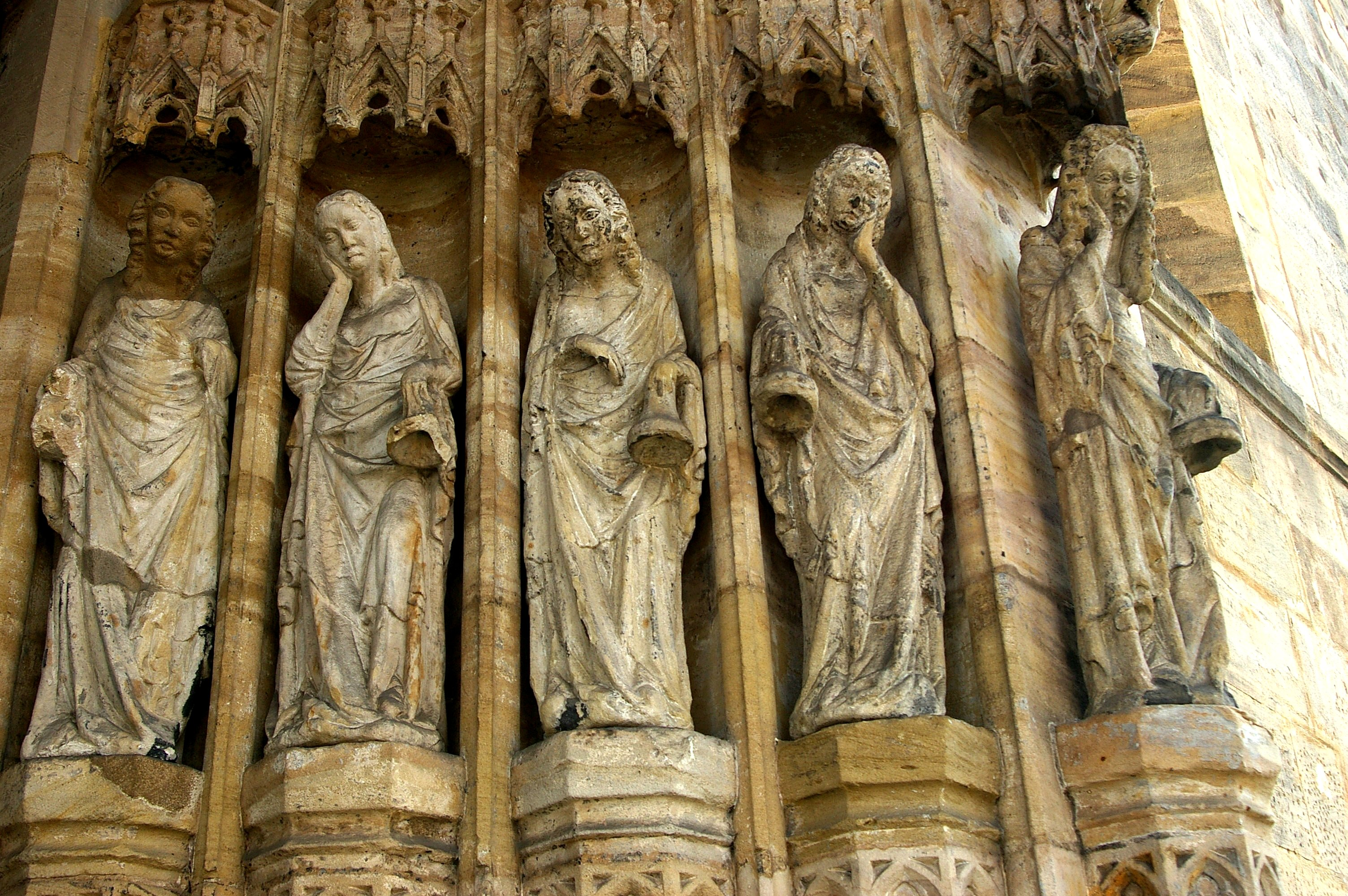
Die törichten Jungfrauen

#### Ölberg
Aus spätgotischer Zeit stammt der Ölberg. Dieser Anbau an der Westseite der Kirche, laut Inschrift 1502 entstanden, nahm die bereits im ausgehenden 15. Jahrhundert entstandenen Figuren auf, welche mit den Reliefs der Kreuzwegstationen zwischen der St.-Elisabeth-Kapelle und der St.-Getreu-Kirche verwandt sind. Letztmals umfassend restauriert wurde der Ölberg im Jahre 2002.

### Chor

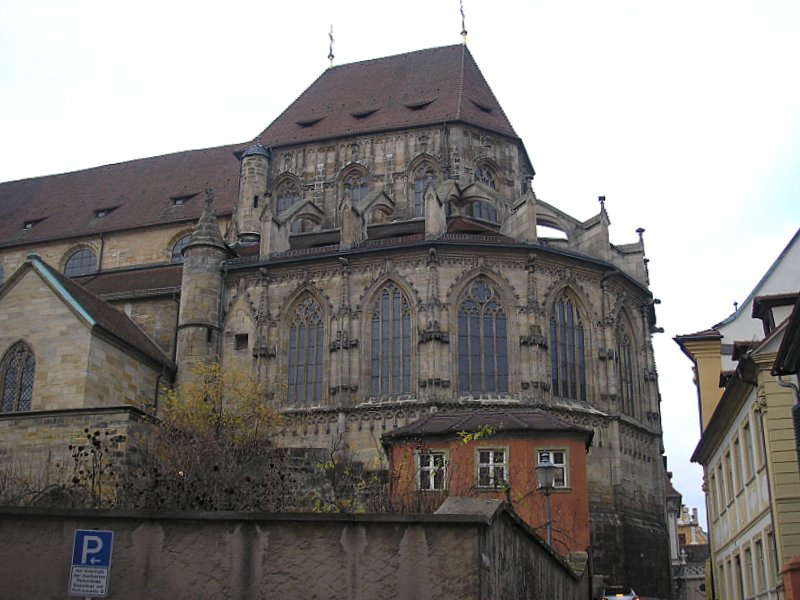
Der „Kathedralchor“ von Süden

Der prächtige Ostchor steht in deutlichem Kontrast zur Schlichtheit des Langhauses. Wohl als Konkurrenz zum etwas älteren Hallenchor der Nürnberger Hauptkirche St. Sebald entstand hier eines der Hauptwerke der fränkischen Gotik. Der Rückgriff auf die ältere französisch-kathedrale Grundform ist ein typischer Ausdruck der um 1400 festzustellenden Regotisierungstendenzen in der mitteleuropäischen Architektur. Die Architektur dieses einzigen fränkischen Kathedralchores wird oft mit der deutsch-böhmischen Baumeisterdynastie der Parler in Verbindung gebracht. Tatsächlich befinden sich am Turm einige entsprechende Maßwerke, das Maßwerk der Chorfenster erscheint jedoch eher konventionell. Auch einige etwas derbe Details der Bauplastik lassen eine Beteiligung der Dombauhütten von Regensburg oder Wien denkbar erscheinen. Das für die Parlergotik typische Konvergieren der Strebebögen am Obergaden (zwei Bogen haben einen gemeinsamen Ausgangspunkt) ist hier schon aus konstruktiven Gründen notwendig. Möglicherweise wurde der Chor wie sein Nürnberger Vorbild als Halle geplant und der Plan dann geändert.
Die Strebepfeiler sind nach innen gezogen, wo sie flache Kapellenräume ausbilden. Der Obergaden wird durch flache Strebebögen gestützt, die auf das Vorbild der Lorenzkirche in Nürnberg verweisen. Die Ostseite ist als eigentliche Schauseite gestaltet. Reiche Zierformen überziehen den unverputzten Sandstein. Die Lage am Kaulberg machte mächtige Substruktionen notwendig, wie sie in Deutschland nur noch vom Unterbau des Erfurter Domes übertroffen werden. Die Kirche ragt wie ein Schiff vor dem Betrachter auf. Besonders die Ansicht vom Pfahlplätzchen ist berühmt. Auch von der Oberen Brücke am Alten Rathaus gesehen ragt die Kirche in städtebaulich hervorragender Position über das Häusermeer und bildet neben dem Dom (mit dem sie gelegentlich verwechselt wird) einen wesentlichen Teil der Stadtkrone des Weltkulturerbes Altstadt Bamberg.

### Innenraum

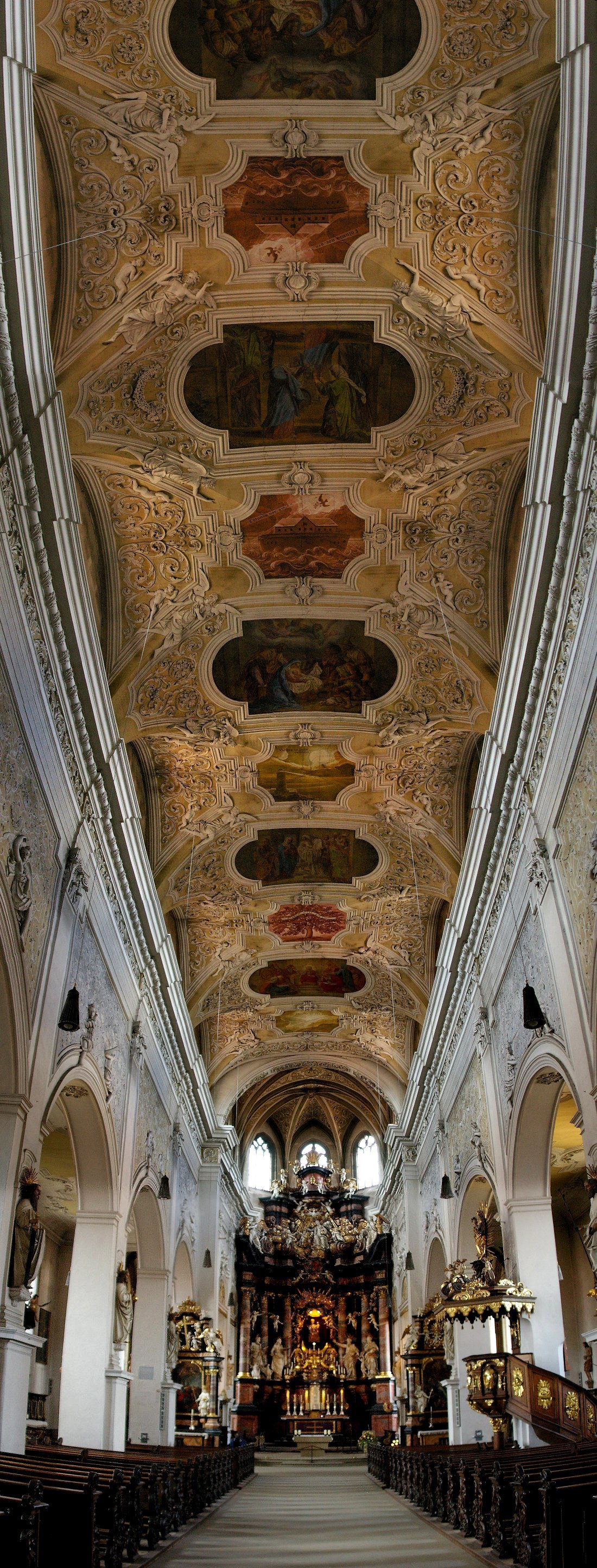
Mittelschiff

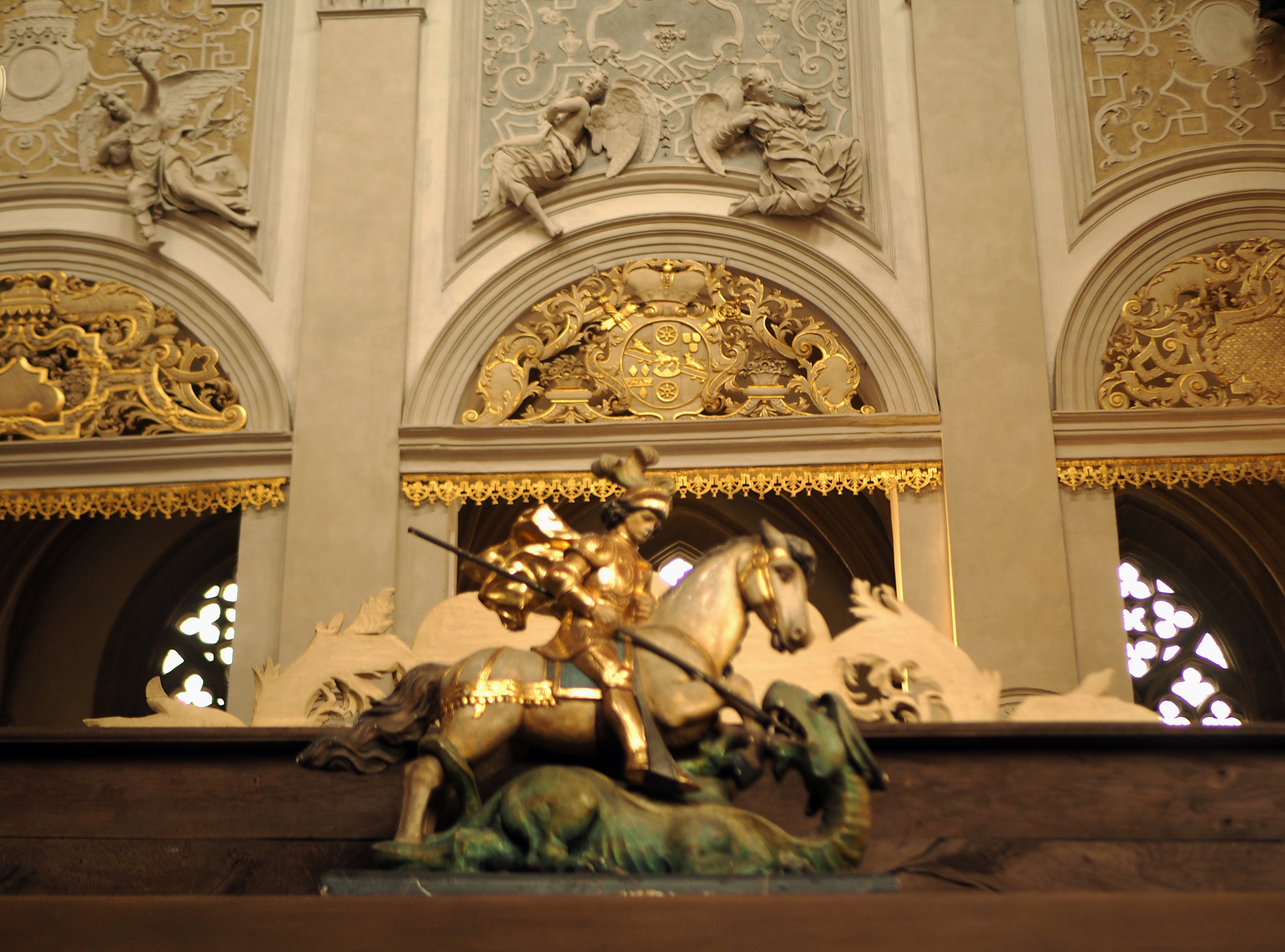
Auf der Empore der Heilige Georg mit dem Drachen

Das Langhaus und der Hochchor wurden am Anfang des 18. Jahrhunderts barock überformt. Der Stuckateur Johann Jakob Vogel führte hier ab 1711 das Bandelwerk in Franken ein, wofür ihm sicherlich Paul Deckers Stichfolge Zweytes Werklein von Groteschgen (1710) als Anregung diente. Die Dekoration beschränkt sich im Wesentlichen auf die Mittelschiffe von Langhaus und Chor. Neben dem Bandelwerk verwendete der Meister auch Akanthusranken, Blüten, Engelsfiguren, Muschelwerk und anderes. In den Seitenschiffen befinden sich nur schlichte Rahmenstuckdecken.
Die Gewölbefelder zeigen durchgehend Gemälde des 19. Jahrhunderts (1886/87, Adolf Riedhammer). Man erkennt etwa die Verkündigung, die Heimsuchung Marias, die Anbetung der Hirten oder den Zwölfjährigen Jesus im Tempel. 1934/35 wurden einige Bilder entfernt und teilweise von Hans Bayerlein neu gemalt.
Der gotische Chorumgang blieb von den Umgestaltungen nahezu völlig unberührt. Auch die Rippengewölbe des Hochchores liegen frei zwischen den Stuckaturen, wurden also nicht ausgeschlagen. Die figürlichen Schlusssteine sind ebenfalls erhalten. Hier zeigt sich eine in der Barockzeit häufiger zu beobachtende Rücksichtnahme auf die mittelalterliche Substanz, deren Qualität und künstlerischen Wert man offensichtlich erkannte. Sogar das Fenstermaßwerk konnte in das Dekorationskonzept einbezogen werden.
Die Kreuzgewölbe des Chorumganges gehen ohne Kapitelle in die Dienste über. Das mittelalterliche Bild wird nur durch die barocken Altäre in den Kapellen beeinträchtigt. Die Schlusssteine zeigen Wappen, etwa das des Fürstbischofs Friedrich III. von Aufseß oder die Schilde von Domherren aus dem Adel der Umgebung (Fuchs von Rügheim, Lichtenstein, Müntzer von Babenberg, Löffelholz und andere). Im sechsten südlichen Umgangsjoch kniet ein Stifter vor den Heiligen Heinrich und Kunigunde.
Die Kapellen sind gleichfalls von Kreuzgewölben mit Schlusssteinen überspannt (Christushaupt, Madonna, Antoniterwappen und andere).
An drei Wandpfeilern sind figürliche Konsolen ausgearbeitet. Am sechsten südlichen Pfeiler trägt ein Steinmetz die Konsole. Möglicherweise handelt es sich um das Porträt des Werkmeisters des Bauabschnittes.

## Führung durch die Kirche

### Mittelschiff

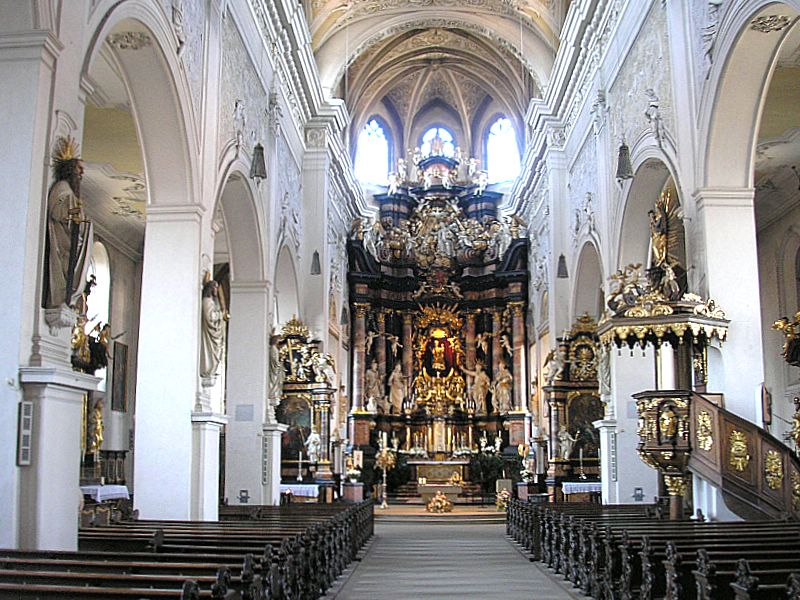
Innenraum nach Osten

Den Mittelgang begleitet links und rechts die Apostelreihe mit Jesus Christus als Salvator gegenüber der Kanzel. Diese um 1480 angefertigten Figuren erhielten durch den Maler Ulrich Widmann eine polychrome Fassung. Die Aufstellung dieser Figuren kann jedoch erst mit der Barockisierung dieser Kirche einhergegangen sein; die ursprünglichen Aufstellungsorte waren sicher die Konsolen im Chorumgang.
Das Mittelschiff hatte ursprünglich die Höhe des Chores. Bei der Barockisierung erhielt es eine Zwischendecke, etwa zwei Meter unter der ursprünglichen Höhe, die beiden Seitenschiffe wurden jeweils um einen Meter abgehängt.
Eine ähnliche Architektur mit Chorumgang besitzt die St.-Martinskirche in Amberg.

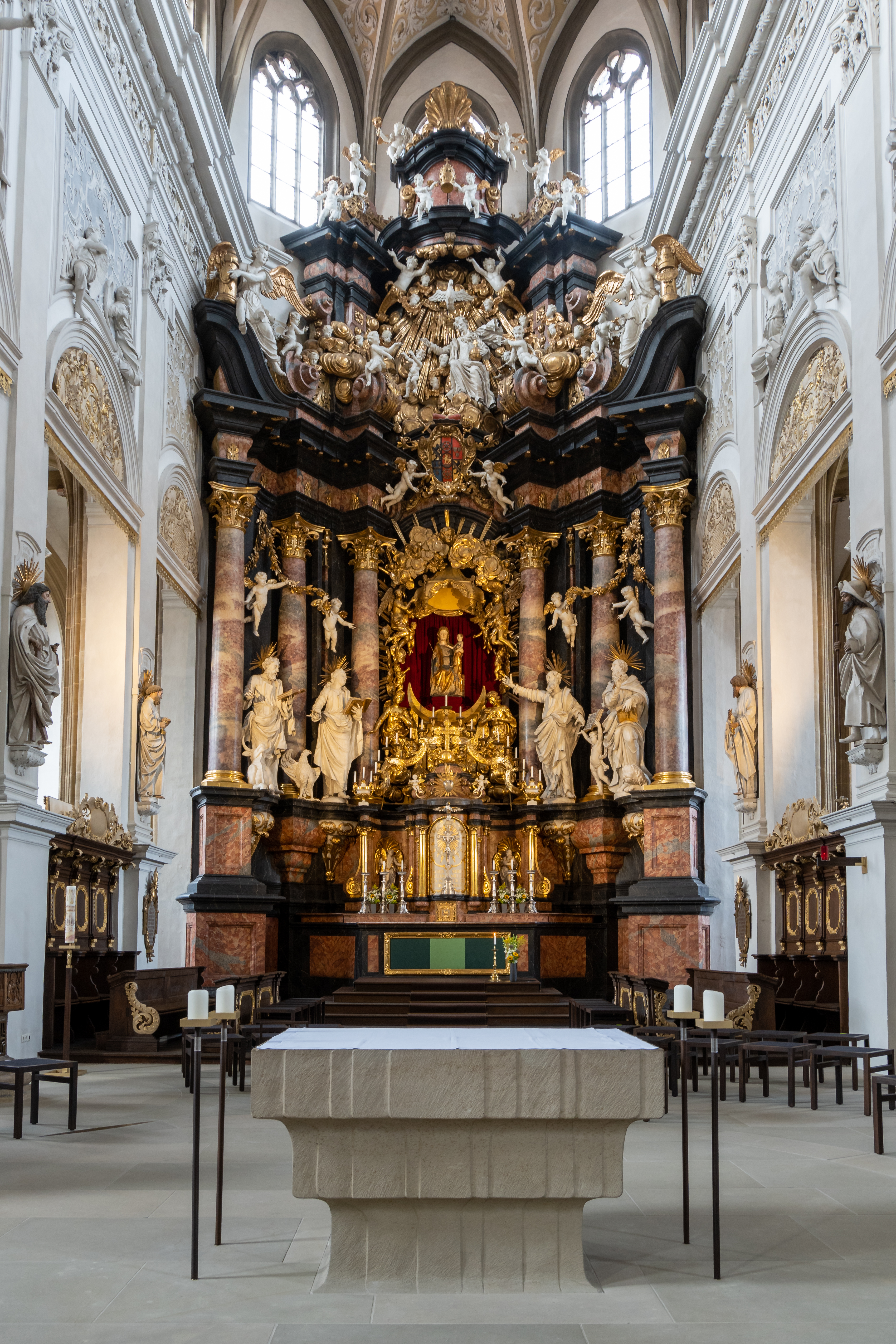
Hochaltar

Der mächtige Hochaltar im Chorhaupt, eine Stiftung des Fürstbischofs Lothar Franz von Schönborn 1711, geht auf einen Riss des Karmelitenbruders Leopoldus zurück. Es ist möglich, dass er dabei den Hochaltar der Jesuitenkirche St. Martin zum Vorbild nahm. Die Ausführung lag in den Händen des Hofschreiners Andreas Bauer; an der figürlichen Ausstattung war Johann Sebastian Degler beteiligt. Die Marmorierung übernahm Martin Walther, die Vergoldung Johann Joseph Scheubel I. (1655–1721). Eine Mitarbeit der Bildhauer Johann Georg Stöhr und der Gebrüder Götz kann nicht ausgeschlossen werden. Der Altar erhielt 1714 seine Weihe.
Sechs Säulen aus marmoriertem Holz tragen den Aufbau dieser „stummen Predigt der Barockzeit“ (B. Pfändtner). Im Auszug (Oberteil) thront Gottvater, darüber erkennt man die Taube als Sinnbild des Heiligen Geistes, darunter auf den Armen Mariens Jesus; damit stellt der Altar auch die freudenreiche Dreifaltigkeit dar.
Das im Mittelpunkt des Hochaltars stehende, aus Nussbaum geschnitzte Bildnis Maria mit Kind, das erst 1701 als Gnadenbild bezeichnet wurde, ist eine Arbeit aus einer Kölner Schule um 1250. In der Oberen Pfarre wurde sie erstmals 1443/45 erwähnt. Die Statue war ursprünglich am rechten Seitenaltar am Chorbogen, dann 1701 als Maria auf dem Stock inmitten der Kirche aufgestellt. 1703 stiftete der Domherr Johann Philipp von Franckenstein einen Altar direkt am Chorbogen mit der Muttergottes unter einem Baldachin. Dieser Standort verdeckte die Sicht der Gläubigen auf den Hochaltar, den Veit-Stoß-Altar, der sich heute im Dom befindet. So wuchs der Gedanke, während der Barockisierung die Statue mit in den Hochaltar zu integrieren.

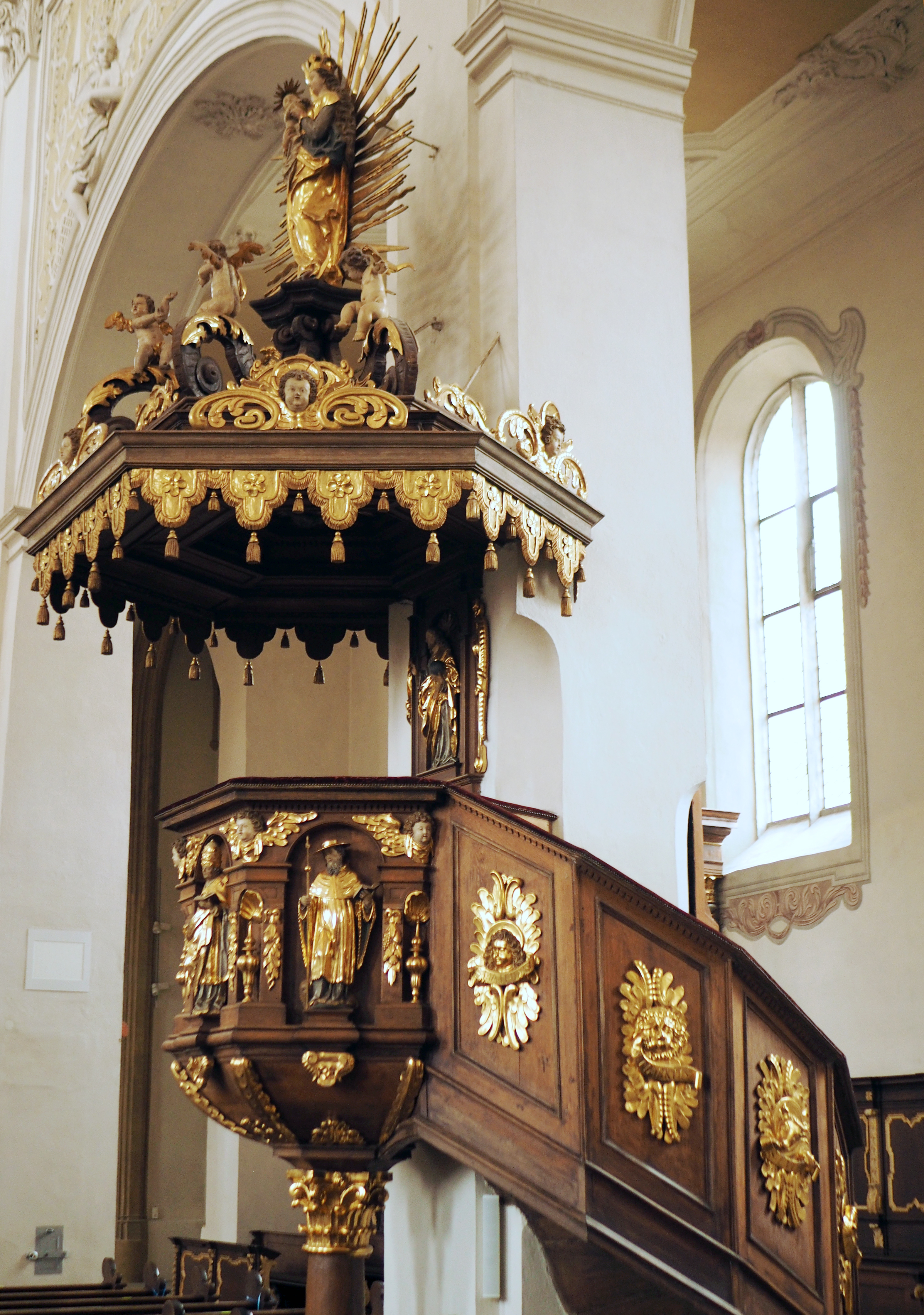
Kanzel

Die Kanzel, wohl aus dem frühen 17. Jahrhundert, wurde 1711/1713 durch Johann Jakob Bader umgebaut, erhielt von Johann Sebastian Degler Zierschnitzereien und wurde durch Philipp Stahl neu gefasst. Die auf dem Schalldeckel der Kanzel stehende Muttergottes im Strahlenkranz ist mit einem Kupferstich Albrechts Dürers verwandt und dem 17. Jahrhundert zuzuordnen.
Eine Orgel ist bereits für das Jahr 1488 nachgewiesen. Der Orgelprospekt auf der Westempore entstand in den Jahren 1758/1760 unter dem Oberpfarrer Groß von Trockau, dessen Wappen in der Mitte der Orgel angebracht ist. Damals schuf der Orgelbauer Johann Christian Köhler aus Frankfurt für die Kirche eine neue Orgel, für die der Bildhauer Johann Valentin Schott das dazugehörende Gehäuse fertigte. 1769 in der Zeit des Rokoko wurde sie vom Orgelbauer Johann Michael Schott vollendet. Nach Kriegsschäden 1945 und starker Beschädigung infolge des Einsturzes eines vermauerten Fensters 1947 wurde der Orgelprospekt bis 1951 wieder hergerichtet. Ein Neubau der Orgel mit Vergrößerung des Werkes durch Pfeifen aus der Orgel des Domes zu Passau entstand 1994 und in den Folgejahren durch die Firma Wolfgang Eisenbarth. Die dem Orgelprospekt seitlich angefügten Posaunenengel stammen von der Vorgängerorgel aus dem Jahr 1712 und werden Johann Sebastian Degler zugeschrieben.

### Linkes Seitenschiff
Das linke Seitenschiff wird nach Westen durch die Rabenstein-Kapelle erweitert, heute die Gedenkkapelle für die Gefallenen beider Weltkriege. Darin befindet sich ein Kalvarienberg wohl des frühen 17. Jahrhunderts. Die stark beschädigte Arbeit eines bedeutenden Schnitzers wurde 1960 durch Georg Bauer restauriert, zusammengesetzt und in der Krieger-Gedächtniskapelle aufgestellt. Vor dem Kalvarienberg wird an Karfreitag zur Verehrung das Grab Christi installiert.
Der erste Altar, der Kreuzaltar, gleicht dem gegenüberliegenden St.-Anna-Altar. Beide Altäre sind eine Stiftung des 1696 verstorbenen Kaplans Johann Herding. Der heute in der Altarnische anstelle eines Altarblattes angebrachte Kruzifixus stammt vom Bildhauer Philipp Dorsch. Die den Altar begleitenden Figuren des heiligen Johannes des Täufers, des Andreas und anderer stammen von Johann Sebastian Degler (1670–1730).
Der zweite Altar, der Schutzengelaltar, gleicht wiederum dem gegenüberliegenden St.-Nikolaus-Altar und war ebenfalls eine Stiftung des Kaplans Johann Herding von 1696. Das Altarblatt dazu stiftete der Bürger und Schiffer Jakob Schultes. Die figürliche Ausstattung mit den Heiligen Zacharias und Elisabeth und anderen stammt ebenfalls von Johann Sebastian Degler. In den Altar sind die Reliquien der im Jahr 148 verstorbenen Jungfrau und Märtyrerin Fortunata zur Verehrung eingebettet.
Der Seitenaltar am Chorbogenpfeiler, der Apostelaltar, wurde von Schreinermeister Johann Jakob Bader 1712 hergestellt und von Sebastian Reinhardt gefasst. Der Altar erfuhr 1716 eine Ergänzung durch einen Aufsatz von Schreinermeister Martin Walther; der Bildhauer Thomas Esterbauer versah ihn mit figürlichem Schmuck. Das Altarblatt, ein Werk von Sebastian Reinhard, zeigt die Schlüsselübergabe Christi an den Apostel Petrus. Dieser Altar gleicht dem gegenüberliegenden Maria-Himmelfahrts-Altar in der Architektur.
In dem nördlichen Seitenschiff befinden sich Bilder aus dem Leben Mariens, welche der Überlieferung nach aus der abgebrochenen Franziskanerkirche St. Anna stammen. Sie wurden von Sebastian Reinhard geschaffen und dorthin übernommen. Über dem Seiteneingang befindet sich das um 1760/1770 geschaffene Gemälde Heimkehr des verlorenen Sohnes, eine Arbeit des Malers Johann Nicolaus Treu.

### Chorumgang

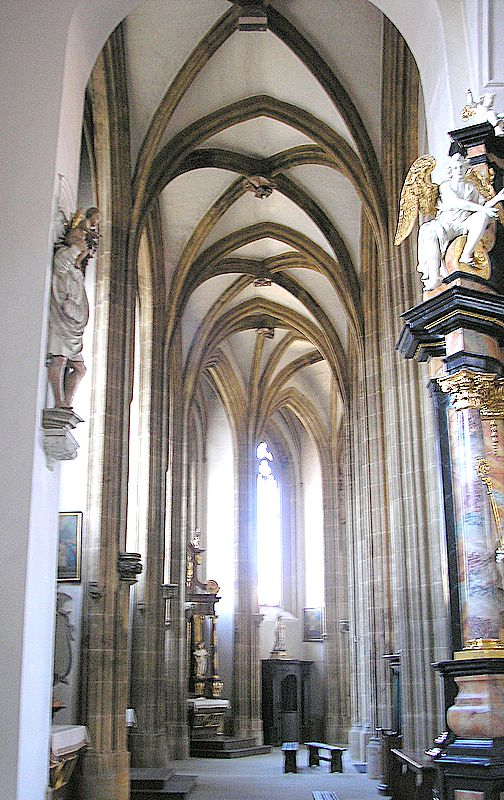
Blick in den Chorumgang (Nordschiff)

Am Eingang zum Chorumgang aus dem linken nördlichen Seitenschiff steht die Figur des heiligen Christophorus, die zur Abfolge der Apostelreihe um 1480 gehört. Der Chorumgang verfügt über 13 Altarnischen:

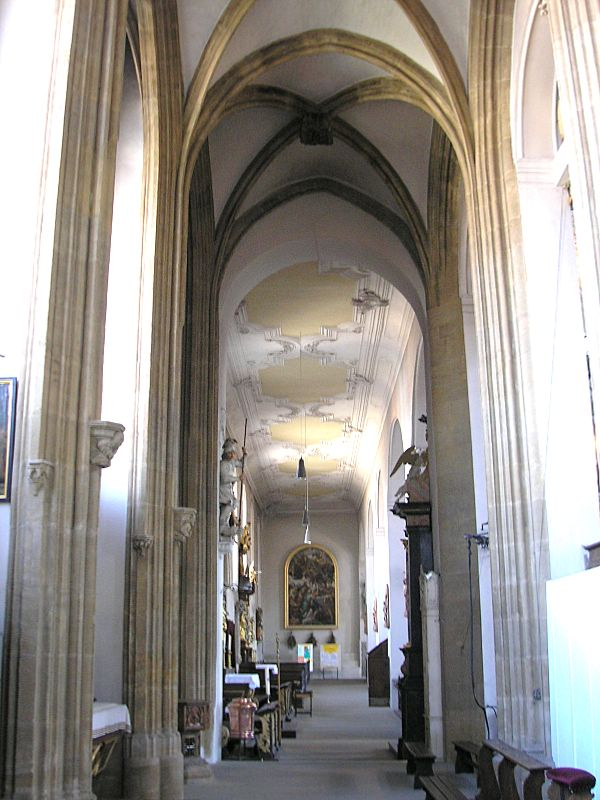
Das südliche Seitenschiff aus dem Chorumgang

In der ersten Chorkapelle mit dem Altar der heiligen Kunigunda war ursprünglich der Zugang zu der 1838 abgebrochenen Sakristei. Der Altar stammt aus einer anderen Nische dieses Chorumgangs. Der Schreinermeister Martin Walther schuf 1714 den Altaraufbau, und Johann Joseph Scheubel II. gab ihm vermutlich die Fassung.
In der zweiten Chorkapelle befindet sich der Maria-Hilf-Altar, der zwischen 1715 und 1718 gefertigt wurde. Als Künstler sind überliefert: der Schreiner Martin Walther, der Bildhauer Leonhard Gollwitzer und Andreas Müller  für die Fassung des Altars. Das Altarblatt stammt aus der Marienkapelle. Im Auszug steht die Figur des heiligen Florian.
Die dritte Chorkapelle mit Beichtstuhl stammt aus der Werkstatt Walther, darauf befindet sich eine Schutzengel-Figur aus dem 18. Jahrhundert.
Der Johann-Nepomuk-Altar in der vierten Chorkapelle wurde nach der Seligsprechung 1721 des 1729 heiliggesprochenen Geistlichen errichtet. Die Schreinerarbeiten werden Martin Walther zugeschrieben, das Altarblatt ist datiert mit „1727 Anton Dambacher“. Seitlich des Altarbildes befinden sich die Figuren der Heiligen Franz Xaver und Rochus.
Auf der fünften Chorkapelle mit Beichtstuhl aus der Werkstatt Walter steht die Statue des Heiligen Wendelin.
Die sechste Chorkapelle wird vom wandfüllenden Aufbau des Sakramentshauses beherrscht. Die auf 1392 datierte Bauinschrift über der Sakramentsnische dürfte sich auf die Grundsteinlegung des Chores beziehen. In der Sockelzone ist die aus einer späteren Zeit stammende Grablegung Christi vollplastisch ausgearbeitet. Drei Geschosse mit je drei Figurennischen flankieren den Mittelteil, den Abschluss bildet die vielfigurige Szenerie des Jüngsten Gerichtes mit dem thronenden Christus in der Mitte.
In der siebten Chorumgangskapelle befindet sich St. Anna im Wochenbett. Diese Darstellung der Geburt Mariens wird seit neuester Zeit „Maria im Wochenbett“ genannt. Diese in einer Chorkapelle eingelassene und mit einem Maßwerk versehene Figurengruppe wurde wohl für diesen Ort geschaffen und stammt aus dem frühen 16. Jahrhundert.
Die achte Chorumgangskapelle, darin der Josephsaltar, eine Stiftung der Gebrüder Bauer von Heppenstein, ist als Grabmal für ihre Eltern, die davor bestattet sind, anzusehen. Aus einer verlorengegangenen, jedoch überlieferten Inschrift geht 1714 als Jahr der Errichtung hervor. Auch dieser Altar ist wohl ein Werk des Schreiners Martin Walther. Am Altar befindet sich das Familienwappen der Bauer von Heppenstein/Guffer von Reinhardberg.
In der Mensa wurde eine um 1880 gestiftete Figur der heiligen Philomena 2005 wiederentdeckt und sichtbar gemacht.
Die neunte Chorumgangskapelle enthält einen weiteren Beichtstuhl aus der Werkstatt von Martin Walther, darauf steht die Figur des heiligen Sebastian.
In der zehnten Chorumgangskapelle befindet sich der dem heiligen Cajetan geweihte einzige Rokokoaltar der Kirche, der um 1750/1760 entstanden ist. Er geht möglicherweise auf einen Entwurf von Johann Jakob Michael Küchel zurück. Ausgeführt wurde er von Johann Georg Reuß. Es ist einer der wenigen Altäre ohne Architektur. Das Altarbild zeigt das Weihnachtswunder von 1517, wobei die Muttergottes dem Geistlichen Cajetan das Christuskind in den Arm legt. Das Altarblatt wird Johann Joseph Scheubel II. dem Älteren zugeschrieben. Seitenfiguren des Altars sind die Heiligen Johann Nepomuk und Bonifatius. Das daran angebrachte Wappen ist das des unbekannten Stifters.
Die elfte Chorumgangskapelle enthält einen weiteren Beichtstuhl aus der Werkstatt von Martin Walther.
In der zwölften Chorumgangskapelle befindet sich der dem heiligen Sebastian geweihte Altar. Der Stifter des Altars, Georg Franz Boxberger, ließ ihn aufgrund der in Prag, Regensburg und Wien herrschenden Pest errichten; sein Wappen ist über dem Altarblatt angebracht. Auch dieser Altar wird dem Schreiner Martin Walther zugeschrieben. Das Altarblatt, durch Anton Schulthes gestiftet, wurde durch Sebastian Reinhardt gefertigt. Dem Altar sind als Seitenfiguren die Heiligen Katharina und Barbara beigegeben. Am abschließenden Gebälk ist das Wappen des Stifters Boxberger zu sehen.
Die dreizehnte Chorumgangskapelle enthielt bis etwa 1975 den Altar mit den Namen der im Ersten Weltkrieg Gefallenen aus der Pfarrei. Das Relief Beweinung Christi um 1500 stammt aus diesem Altar. An die Stelle des Altares trat das aus dem Chor dorthin versetzte achteckige Taufbecken. Die Kuppa ist mit Holzreliefs aus der Zeit um 1520 verkleidet und zeigt die Sieben Sakramente sowie die Taufe Christi im Jordan durch Johannes den Täufer.
Über dem Taufbecken hängt eine Kreuzgruppe um 1680 von Joseph Heußler, die ehemals über dem Sakramentshäuschen angebracht war.
Am Ausgang des Chorumgangs in das linke südliche Seitenschiff steht die Figur des heiligen Georg als Drachentöter aus der Zeit um 1700, eine Arbeit von Johann Sebastian Degler, wobei auch eine Zuschreibung an Leonhard Gollwitzer in Frage kommt.
In verschiedenen Chorkapellen gibt es eine Reihe von Votivbildern. Die Bilderfolge von Anton II. Dambacher aus dem Jahr 1759 ist eine Stiftung der Witwe Franziska Maria Theresia Böttinger geborene Heilig, des Johann Ignatz Tobias Böttinger und deren Tochter Maria Apollonia Böttinger. Sie zeigt die Geschichte der Kirche und Liedverse als Unterschriften.

### Rechtes Seitenschiff
Der Maria-Himmelfahrts-Altar am südlichen Chorpfeiler der Epistelseite entspricht in der Architektur dem gegenüberliegenden. Geschaffen wurde er 1712 durch den Schreinermeister Johann Jakob Bader und erhielt durch den Schreinermeister Martin Walther und den Bildhauer Thomas Esterbauer 1717 den bekrönenden Abschluss, welcher von Andreas Müller gefasst wurde. Die begleitenden Altarfiguren sind die Heiligen Joachim und Anna.
Über dem Dorsalgestühl befindet sich ein Schmerzensmann aus dem letzten Drittel des 14. Jahrhunderts, der wohl aus der Kirche des Klosters St. Klara stammt und über den Friedhof am Oberen Stephansberg 1874 in die Obere Pfarre kam.
Der erste Altar im südlichen Seitenschiff an der Außenwand ist der Nikolaus-Altar mit dem Altarblatt der Grablegung Christi. Dieser Altar entspricht dem gegenüberliegenden Schutzengel-Altar und ist ebenfalls eine Stiftung des Kaplans Johann Herding. Das ursprüngliche, nun verschollene Altarblatt St. Nikolaus zeigte Johann Herding als diesen Heiligen. Das heutige Altarblatt ist eine Leihgabe aus dem Dom. Dieses Bild wird einem Maler aus dem Umkreis oder der Nachfolge des Michelangelo Merisi, genannt Caravaggio, zugeschrieben. Die begleitenden Figuren der Heiligen Heinrich und Kunigunda und die weitere figürliche Ausstattung stammen wohl von Johann Sebastian Degler.

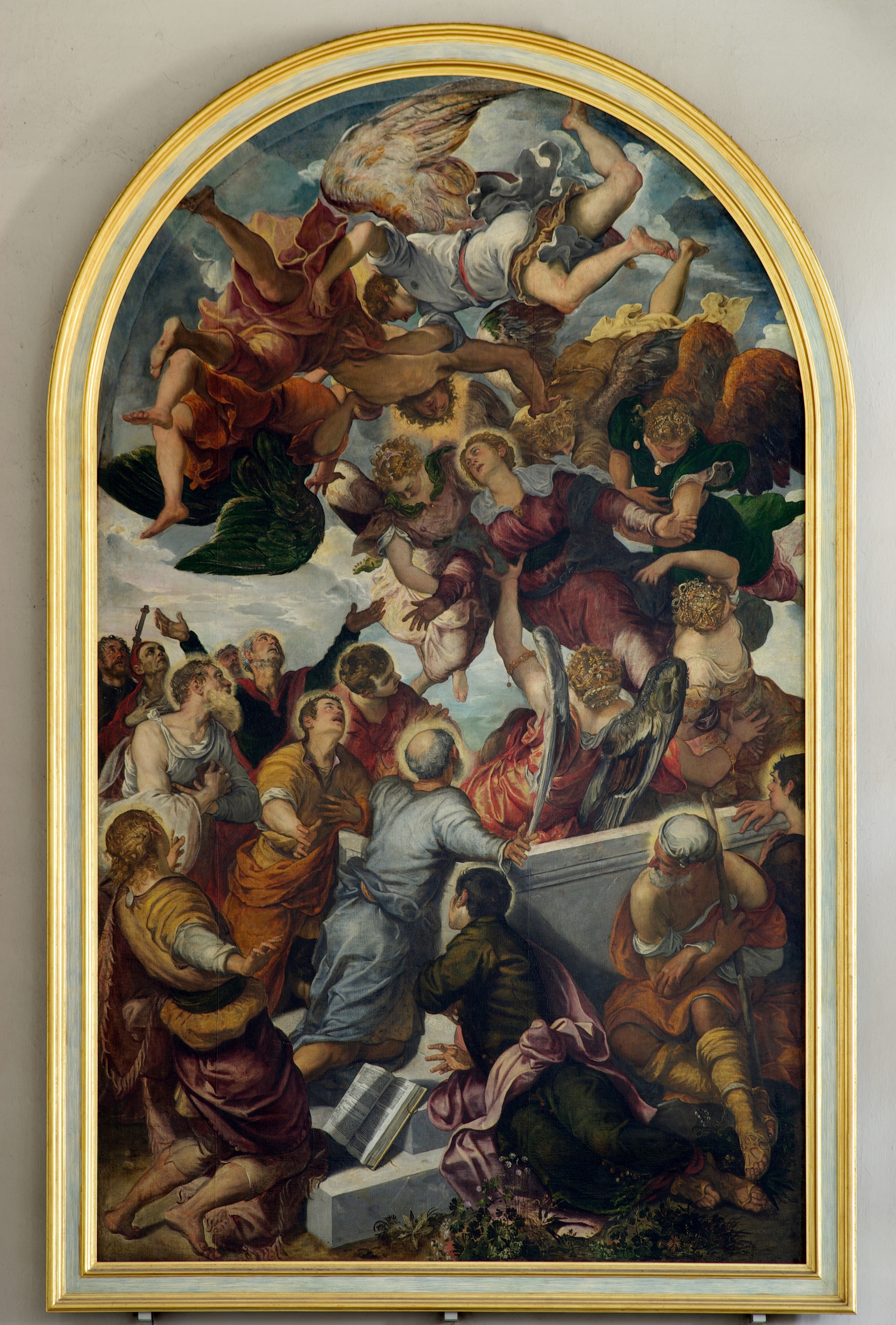
Mariens Himmelfahrt von Jacopo Tintoretto in der Oberen Pfarre

Der zweite Altar im südlichen Seitenschiff, der St.-Anna-Altar, ist von gleicher Art wie der Kreuzaltar gegenüber. Dieser wie auch die anderen Seitenaltäre sind eine Stiftung des 1696 verstorbenen Kaplans Johann Herding. Der Altar war ursprünglich mit einem Altargemälde versehen. Nach Auflösung der Franziskanerkirche St. Anna wurde die Statue Anna, Marie lehrend in die Altarnische eingestellt. Diese Darstellung um 1700 wird der Werkstatt Johann Sebastian Deglers (1670–1730) zugeschrieben. Die begleitenden Figuren, die Heiligen Barbara und Katharina werden wiederum Johann Sebastian Degler zugeschrieben.
An der Außenwand des südlichen Seitenschiffes über dem Seiteneingang befindet sich das Martyrium des heiligen Theodor, das wohl nach Auflösung des Karmelitenklosters in diese Kirche verbracht wurde. Dieses Werk datiert man um 1700 und schreibt es Sebastian Reinhard zu.
Die beiden Holzreliefs Maria Himmelfahrt und Maria Krönung wurden nach neuester Erkenntnis als ursprünglich für die Obere Pfarre bestimmt erkannt und dem Altar an der Epistelseite des Chorbogens zugeordnet. Das Relief Maria Himmelfahrt kann dem Bildhauer Hans Nußbaum zugeschrieben werden; die Datierung ist zwischen 1505 und 1510 festgelegt. Das Relief Marienkrönung datiert der Kunsthistoriker um 1490. Es steht dem Altarbild Abschied der Apostel in der Nagelkapelle des Domes nahe.
Das an der Westseite, der Schmalseite des südlichen Seitenschiffes hängende Bild Maria Himmelfahrt ist erstmals 1638 im Bamberger Dom nachweisbar und war bis zur Purifizierung des Domes das Altarbild des dortigen großen Marienaltars. 1937 kam es als Leihgabe für den in den Dom abgegebenen Veit-Stoß-Altar, der an dieser Stelle stand, in die Obere Pfarre. Das spätestens um 1555 entstandene Gemälde gilt als „bedeutendes, zumindest weitgehend eigenhändiges Werk“ des Jacopo Robusti, genannt Tintoretto.

## Krippe
Die Obere Pfarre besitzt „eine der bekanntesten und volkstümlichsten Kirchenkrippen Frankens“. Über 180 Figuren (Stand: 1958) bieten die Möglichkeit, 18 Szenen zu stellen. Im Kern geht der Bestand zwar wahrscheinlich auf das späte 18. Jahrhundert zurück, doch er wurde laufend ergänzt und erweitert. Insgesamt ist er nun „recht unorganisch und großenteils auch sehr jung“. Bemerkenswert ist die Krippe zum einen durch die umfangreiche Dokumentation ihrer Geschichte in den Akten des Kirchenarchivs. Daraus ist beispielsweise zu entnehmen, dass sie das aufklärerische Krippenverbot nach 1803 in einem Versteck überlebte und sofort nach dessen Aufhebung 1826 wieder aufgestellt wurde. Zum anderen zeigt sie das Fortleben des barocken Geistes in der Krippenkultur bis in die Gegenwart. In diesem Sinn „barock“ ist die Verbindung des biblischen Geschehens mit Darstellungen des fränkischen Volkslebens, deren Höhepunkt die volksfestartige Hochzeit von Kana bildet.

## Orgel

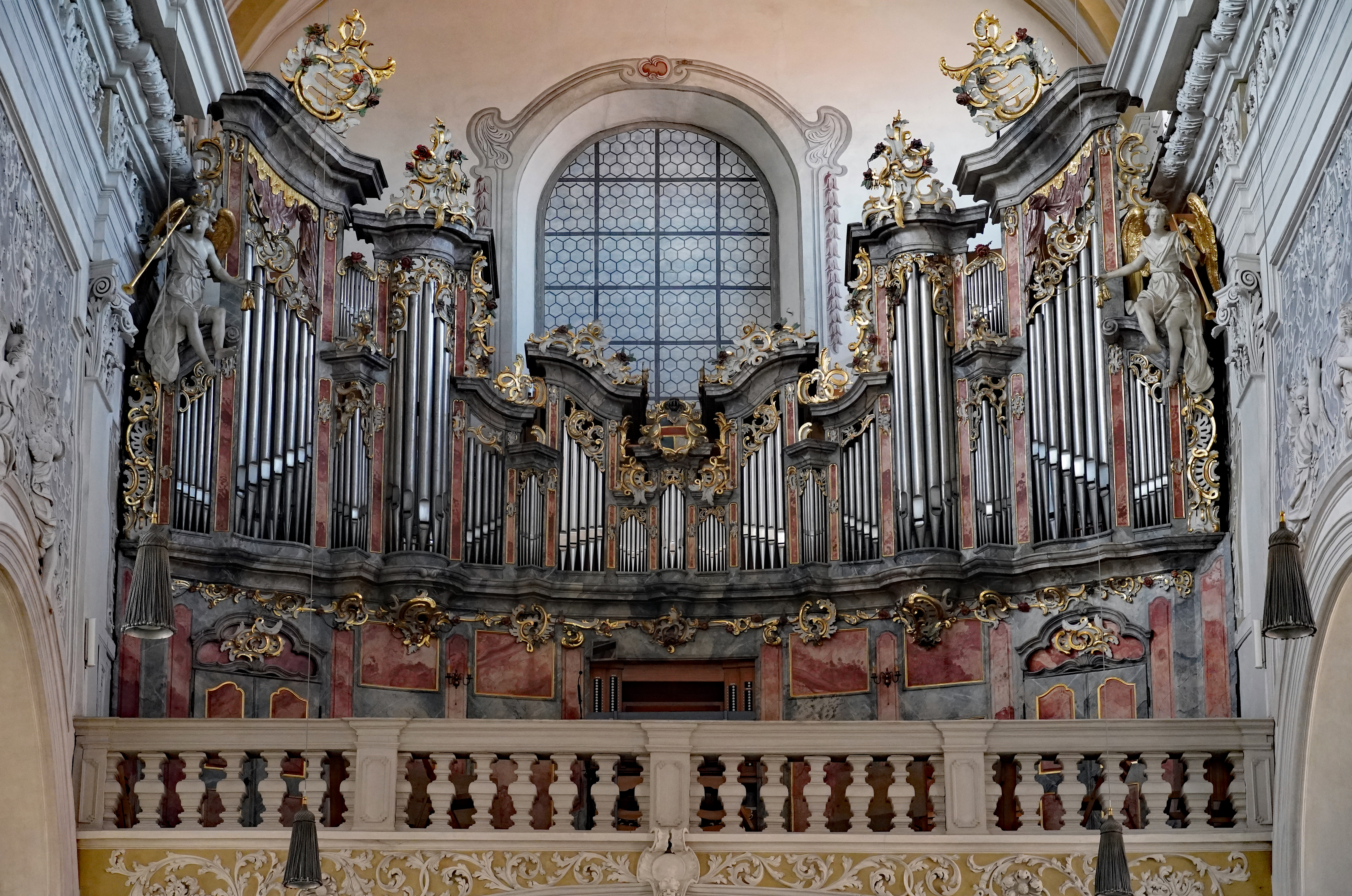
Die Orgel

1995 wurde in der Kirche eine neue Orgel von Orgelbau Eisenbarth hinter dem historischen Prospekt von Valentin Scholl (1769) gebaut. Die 60 Register, von denen viele aus der Vorgängerorgel von G. F. Steinmeyer & Co. stammen, verteilen sich auf vier Manuale und Pedal. Die Spieltrakturen sind mechanisch, die Registertrakturen elektrisch. Die Disposition lautet wie folgt:
| I Hauptwerk C–c4 |                  |       |
| 1.               | Bordun           | 16′   |
| 2.               | Gamba major      | 16′   |
| 3.               | Principal        | 8′    |
| 4.               | Tibia            | 8′    |
| 5.               | Gemshorn         | 8′    |
| 6.               | Gedeckt          | 8′    |
| 7.               | Viola di Gamba   | 8′    |
| 8.               | Oktave           | 4′    |
| 9.               | Rohrflöte        | 4′    |
| 10.              | Quinte           | 2 ⁄3′ |
| 11.              | Oktave           | 2′    |
| 12.              | Klein-Kornett IV | 2 ⁄3′ |
| 13.              | Mixtur II-V      | 2′    |
| 14.              | Tromba           | 16′   |
| 15.              | Trompete         | 8′    |

| II Schwellwerk C–c4 |                      |       |
| 16.                 | Stillgedeckt         | 16′   |
| 17.                 | Hornprincipal        | 8′    |
| 18.                 | Doppelflöte          | 8′    |
| 19.                 | Rohrgedeckt          | 8′    |
| 20.                 | Salicional           | 8′    |
| 21.                 | Unda maris           | 8′    |
| 22.                 | Fugara               | 4′    |
| 23.                 | Traversflöte         | 4′    |
| 24.                 | Quinte               | 2 ⁄3′ |
| 25.                 | Piccolo              | 2′    |
| 26.                 | Terz                 | 1′    |
| 27.                 | Großmixtur V         |       |
| 28.                 | Fagott               | 16′   |
| 29.                 | Trompette harmonique | 8′    |
| 30.                 | Oboe                 | 8′    |
|                     | Tremolo              |       |

| III Mittelwerk (schwellbar) C–c4 |                      |     |
| 31.                              | Salicional           | 16′ |
| 32.                              | Geigenprincipal      | 8′  |
| 33.                              | Harmonieflöte        | 8′  |
| 34.                              | Lieblich Gedackt     | 8′  |
| 35.                              | Aeoline              | 8′  |
| 36.                              | Vox caelestis        | 8′  |
| 37.                              | Flauton dolce        | 4′  |
| 38.                              | Vox angelica         | 4′  |
| 39.                              | Salizet              | 2′  |
| 40.                              | Harmonia aetherea IV | 2′  |
| 41.                              | Klarinette           | 8′  |
|                                  | Tremolo              |     |

| IV Fernwerk C–c4 |            |     |
| 42.              | Philomela  | 8′  |
| 43.              | Echobordun | 8′  |
| 44.              | Dolce      | 8′  |
| 45.              | Quintade   | 8′  |
| 46.              | Fernflöte  | 4′  |
| 47.              | Aeolsharfe | 4′  |
| 48.              | Dolcissimo | 4′  |
| 49.              | Violine    | 4′  |
| 50.              | Aeoline    | 16′ |
| 51.              | Vox humana | 8′  |
|                  | Tremolo    |     |

| Pedal C–g1 |                        |     |
| 52.        | Untersatz (Ext. Nr.55) | 32′ |
| 53.        | Principal              | 16′ |
| 54.        | Violon                 | 16′ |
| 55.        | Subbaß                 | 16′ |
| 56.        | Echobaß                | 16′ |
| 57.        | Oktavbaß               | 8′  |
| 58.        | Violoncello            | 8′  |
| 59.        | Choralbaß              | 4′  |
| 60.        | Posaune                | 16′ |
| 61.        | Trompete               | 8′  |

- Koppeln: sämtliche Normalkoppeln, Sub- und Superoktavkoppeln
- Spielhilfen: 384 elektronische Setzerkombinationen, durch Schlüsselschalter auf 768 erweiterbar, Crescendo-Walze, 2-fach programmierbar

## Grabdenkmäler
Die Grabdenkmale in der Reihenfolge nach der unten zitierten Veröffentlichung:
- Nordseite
  - Franz Joseph Honert (1794–1797) und Josef Christian Strüpf (1793–1797)
  - Engelbert Schwarz, Hofkammerrat
  - Bartholomäus Heller (1725–1785) und Ehefrau Maria Barbara Heller, geb. Kratzer (1730–1796)
  - Ein Grabdenkmal ohne Inschriftplatte
  - Johann Jäck, Büttnermeister, „Bauernwirt“
  - Heinrich von Schaumberg, gen. Knoch († 1501)
  - Hofuhrmacher Leopold Hoys
  - Grabmal mit nicht mehr lesbarer Inschriftenplatte
  - Kunigunda Staub, Rotgerbermeisterin (1735–1796)
  - Grabmal ohne Inschriftenplatte
- Westseite
  - Johanna Charlotte Franziska Sophia von Künsberg, geb. Schutzbar, gen. Milchling († 1792)
  - Franz Joseph Heunisch (1718–1791), Hofkriegsrat, Obereinnahmssekretär und dessen Ehefrau Maria Rosina Heunisch, geb. Küchel (1749–1792)
  - Johann Adam Heller († 1779) und seiner Ehefrau Margaretha Heller, geb. Dettelbacher († 1797)
  - Maria Franziska Pass († 1789)
  - Margaretha Wagner († 1582), Ehefrau des Bildhauers Pankraz Wagner
  - Johann Georg Leygeber, Kreisgesandter beim Fränkischen Kreis
  - Grabdenkmal ohne Inschriftenplatte
  - Maria Theresia Busch, geb. Göbhardt
- Südseite
  - Josepha Theresia Mulzer, geb. von Böttinger († 1785)
  - Josef Achtmark, († 1781), Postverwalter. Das Denkmal befindet sich nun in der Kirche
  - Grabdenkmal ohne Inschriftenplatte
  - Grabmal des Ignaz Christoph Lorber von Störchen (1725–1797), Geheimer Rat
  - Drei Denkmale ohne Inschrift
  - Maria Anna Hess (1720–1790)
  - Zwei Denkmale ohne Inschrift
- Im Innern der Kirche
  - Grabmal des Domherrn Johann Fuchs von Bimbach (1514–1577)
  - Peter Weldisch († 1502), Metzger
  - Gallus Bauer von Heppenstein
  - Carl Maria Toscana († 1754)
  - Johann Rünagel († 1716)
  - Augustin Andreas Schellenberger (Gedenktafel)
  - Anonym (Wappen sind nicht hinlänglich identifiziert)
  - Eva Charlotte Truchseß von Wetzhausen († 1706)
  - Geschwister von Schnappauf
  - Maria Franziska von Wernau (1709)
  - Maria Barbara von Leoprechting und Maria Josepha von Leoprechting
  - Maria Magdalena Schenk von Stauffenberg, geb. von Riedheim
  - Johann Fröhlich, Barbier
  - Erhard Scheffner, Goldschmied
  - Spruchtafel
  - von Redtwitz, von Gebsattel
  - Willibald Rebel (1727), Bäcker in der Judenstraße, Haus zur Trommel
  - Michael Karl, Rangschiffer
  - Johann Walther, Kammerrath
  - Johann Werner Schnatz († 1688), Hofbotenmeister
  - Johann Kaspar Neydecker (1652–1708), Büttnerssohn, Chorherr

## Glocken
Im über 60 Meter hohen Kirchturm befinden sich fünf Glocken, von denen vier das Glockengeläut bilden. Die kleinste Glocke wird nur einzeln geläutet.

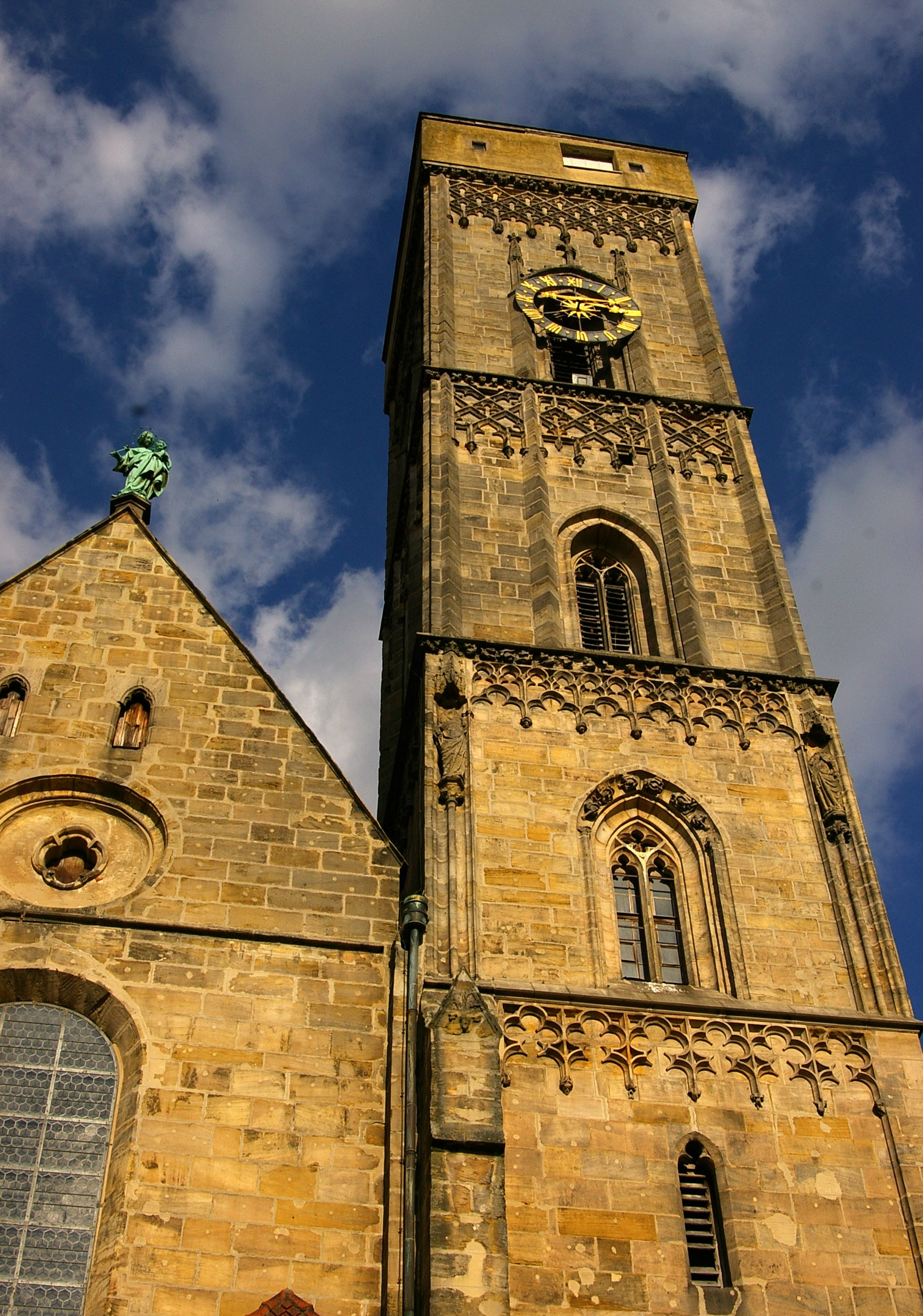
Turm

| Nr. | Name             | Gussjahr  | Gießer                    | Durchmesser | Masse   | Schlagton (HT-1/16) |
| --- | ---------------- | --------- | ------------------------- | ----------- | ------- | ------------------- |
| 1   | Mariaglocke      | 1521      | Hans Zeitlos, Bamberg     | 1471 mm     | 2500 kg | cis′+9              |
| 2   | Kunigundenglocke | 1492      | Nicolaus Zeitlos, Bamberg | 1385 mm     | 1800 kg | d′+2                |
| 3   | Provisurglocke   | 1780      | Joachim Keller, Bamberg   | 1042 mm     | 700 kg  | fis′+6              |
| 4   | Petersglocke     | 1780      | Joachim Keller, Bamberg   | 925 mm      | 0550 kg | h′-3                |
| 5   | Messglocke       | 14. Jhdt. |                           | 550 mm      | 0100 kg | eis″+6              |

## Würdigung
In seinem Reiseführer über Bamberg und Umgebung aus dem frühen 20. Jahrhundert schreibt Dietrich Amende:
„Das schönste Werk des alten Bamberger Bürgertums ist die Obere Pfarre zu Unserer Lieben Frau. Schlicht und ernst erhebt sie sich in den edlen Formen der Hochgotik. Die strenge und doch schwungvolle Gliederung des Chores, der markige Aufbau des Turmes drücken den monumentalen Sinn der Alten, die zierliche Brauttür mit den klugen und törichten Jungfrauen ihr inniges Empfinden, der trauliche Treppenaufstieg auf der Südseite des Chores mit dem ‚Trinkermännchens‘ ihren sonnigen Humor aus.“